# May De Silva

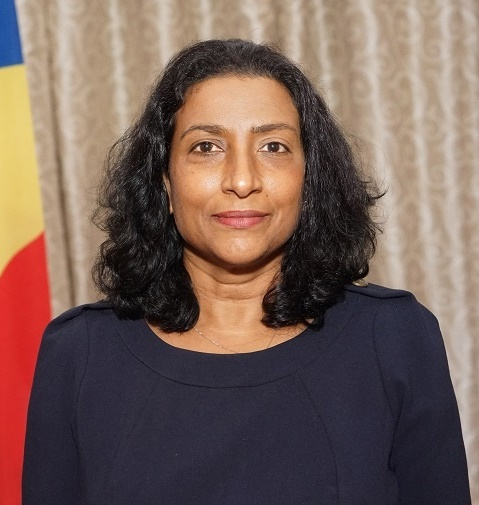
May De Silva (2017)

May De Silva (geb. 1968 in Anse Royale) ist eine seychellische Strafverfolgungsbeamtin. Sie ist seit 2017 Leiterin der Anti-Korruptions-Kommission des Landes.

## Biographie
May De Silva kam 1968 im Distrikt Anse Royale auf der Hauptinsel der Seychellen Mahé zur Welt und wuchs auch dort auf. Sie studierte Management und Verwaltungswissenschaften. An der nordirischen Ulster University absolvierte sie anschließend einen Postgraduiertenstudiengang.
De Silva war Mitglied verschiedener internationaler Gremien und Ausschüsse, darunter das Gender Advisory Panel im Büro des Ersten und Stellvertretenden Ersten Ministers von Nordirland, der Belfaster Stadtrat für die Partnerschaft für gute Beziehungen, und sie hat auch den Vorsitz der Strategic Women's Reference Group des Northern Ireland Policing Board. Daneben war sie auch als Tourismusberaterin für eine Reihe von Tourismuseinrichtungen auf den Seychellen tätig.
2016 wurde nach einer Vereinbarung zwischen Präsident Danny Faure und dem Oppositionsführer Wavel Ramkalawan der Anti-Corruption Commission Act verabschiedet. 2017 wurde De Silva von Faure in die Anti-Korruptionskommission der Seychellen berufen und wurde dort zur Chief Executive Officer ernannt. 2019 wurde sie Mitglied des Nationalen Ausschusses der Seychellen für die Bekämpfung der Geldwäsche und der Finanzierung des Terrorismus.
2018 wurde ein hochrangiger ehemaliger Manager der früheren Antikorruptionsinstitution vom Obersten Gerichtshof der Seychellen wegen Erpressung, Weitergabe sensibler Informationen und Bestechung zu acht Jahren Haft und einer Geldstrafe verurteilt.
Im April 2021 wurde De Silva zur Leiterin der Antikorruptionskommission der Seychellen ernannt und wurde damit auch für die Aufsicht über die frühere Ethikkommission für öffentliche Bedienstete zuständig.
In einem viel beachteten Fall leitete De Silva die Ermittlungen gegen Dolor Ernesta, der in den 1990er Jahren Minister für Gemeindeentwicklung und später für Landnutzung und Wohnungsbau war und dem Korruption vorgeworfen wurde.
Im November 2021 veranlasste De Silva die Verhaftung des ehemaligen Wirtschaftsberaters des Ex-Präsidenten Expräsident Albert René, Mukesh Valabhji. Der Vorwurf war Diebstahl von 50 Mio. US$ an öffentlichen Geldern.